# An-Nasir Faraj
An-Nasir Faraj ibn Barquq (1386-1412) was sultan van het Mammelukkensultanaat Caïro, dat heerste over Syrië en Egypte. Hij was een zoon van Barquq, de eerste sultan van de Burjidynastie. Hij volgde zijn vader op in 1399.
Faraj was slechts veertien jaar oud toen Timoer Lenk in 1400 Damascus belegerde en met de grond gelijk maakte. Dit was het begin van een dramatische regeerperiode. Anarchie, chaos, onophoudelijke opstanden in Caïro en eindeloze conflicten met de emirs van Syrië, samengaand met pest en hongersnood, reduceerde de bevolking van het koninkrijk tot een derde. Hij leefde constant in angst, zo erg dat zijn broer Izz ad-Din Abd al-Aziz in 1405 gedurende twee maanden de troon overnam.
Op het einde van zijn leven werd hij zo paranoïde dat hij regeerde als een tiran. Op 23 mei 1412 werd hij gevangengenomen in de citadel van Damascus en later in zijn cel doodgestoken. Na zijn dood werd de macht opgesplitst, en kwam er zowel een sultan als een kalief in Caïro.